# 국민통일전선
국민통일전선(폴란드어: Front Jedności Narodu, FJN)은 폴란드 통일노동자당의 선거조직이자 폴란드 인민공화국의 통일전선으로, 1947년부터 1952년까지는 민주동맹(폴란드어: Blok Demokratyczny)으로, 1952년부터 1956년까지는 국민전선(폴란드어: Front Narodowy)으로 불렸다. 1982년 이 조직은 보이치에흐 야루젤스키가 세운 군사정권인 구국군사평의회에 의해 해산되었고 군사정권의 선거조직인 국민개조애국운동으로 흡수되었다. 